# Schlacht bei Culloden
Die Schlacht von Culloden ([kə'lɒdən]; englisch: Battle of Culloden, gälisch: Am Blàr Chùil Lodair) vom 16. April 1746 zwischen britischen Regierungstruppen (Rotröcke) und aufständischen Jakobiten fand auf dem Culloden Moor (Culloden Muir, auch bekannt als Drummossie Muir) nahe der gleichnamigen Ortschaft östlich von Inverness in Schottland statt und endete mit einem Sieg der Regierungstruppen.

## Vorgeschichte
Prinz Charles Edward Stuart (genannt Bonnie Prince Charlie) hatte sich mit dem Sieg in der Schlacht bei Prestonpans die Vorherrschaft in Schottland gesichert. Am 9. bzw. 10. Oktober erklärte Charles die Union für beendet und den Act of Settlement für ungültig. Am 24. Oktober wurde der Vertrag von Fontainebleau zwischen Frankreich und Schottland unterzeichnet. Der Vertragstext berücksichtigte die Möglichkeit, dass Charles zwar weiterhin als Regent seines Vaters das Königreich Schottland regieren, aber von einer Invasion Englands absehen solle. Viele der Clanchefs sahen dies ebenso und drängten Charles in Schottland zu bleiben und einen Angriff der Engländer abzuwarten. Aus Angst jedoch seine Armee und die Unterstützung aus Frankreich zu verlieren, wenn er untätig blieb, entschied Charles sich am 1. November für den Einmarsch in England.

## Auftakt
Da Charles wusste, dass sich eine große englische Armee unter General George Wade in Newcastle befand, war sein erster Impuls, dorthin zu marschieren und gegen Wade zu kämpfen. Doch sowohl die Clanchefs als auch sein Hauptbefehlshaber Lord George Murray lehnten dies ab. Murray riet Charles stattdessen, jede Konfrontation zu vermeiden, und durch Cumberland vorzustoßen, was Wade dazu zwingen würde, seine Truppen durch Märsche auf schlechten Straßen durch ein unwegsames Land zu quälen. Sollte Wade untätig bleiben, was aufgrund seines bisherigen Verhaltens als Befehlshaber mehr als wahrscheinlich war, könnten sich die Rebellen bewegen, wohin sie wollten. Um die wahre Richtung des Vormarsches besser zu verbergen, wurde die Armee in zwei Kolonnen aufgeteilt. Murray sollte die Straße nach Peebles nehmen und beabsichtigte, über Moffat nach Carlisle zu ziehen, während Charles selbst über Kelso marschieren wollte. Am 8. November überquerte Charles mit 5.500 Mann den Esk nach England. Die Armee gelangte über Carlisle und Manchester bis Derby.

In der Zwischenzeit war Generalleutnant Handasyde von Newcastle aus nach Norden vorgedrungen, um Edinburgh wieder zu besetzen und jeden Versuch, die Armee Charles’ zu verstärken, zu verhindern. Am 27. November hatte der Herzog von Cumberland, der aus Flandern zurückgekehrt war, das Oberkommando über die 10.000 Mann starke Armee übernommen und marschierte in Richtung Schottland. Auf einem Kriegsrat, am Morgen des 5. Dezember, vertraten Lord Murray und die anderen Mitglieder die einhellige Meinung, dass die Armee nach Schottland zurückkehren sollte. Er wies darauf hin, dass sie im Begriff seien, von drei Armeen umzingelt zu werden, die zusammen etwa 30.000 Mann stark seien, während ihre eigenen Streitkräfte nicht mehr als 5000, wenn überhaupt, umfassten. Außerdem war Lord John Drummond am 22. November mit Verstärkung aus Frankreich in Montrose gelandet, und 2.000 weitere Schotten hatten sich den Jakobiten angeschlossen, seit Charles Edinburgh verlassen hatte. Es bestand also keine Notwendigkeit, seine kleine Armee durch einen Kampf gegen die überlegenen Streitkräfte Cumberlands zu gefährden. Unter dem Kommando von Murray sicherten die Jakobiten den Rückzug nach Schottland durch ein siegreiches Gefecht bei Clifton und erreichten Glasgow am 25. Dezember.
Einige Tage später setzte er seinen Marsch nach Stirling fort, wo sich Drummond ihm anschloss. Durch diese Verstärkung wuchs seine Armee auf neuntausend Mann an. In der Zwischenzeit war Cumberland, nachdem er Carlisle zurückerobert hatte, mit dem größten Teil seiner Soldaten nach Südengland zurückgerufen worden, um die Südküste im Falle einer französischen Invasion zu bewachen. Auch Wade wurde seines Kommandos enthoben, und General Hawley wurde zum Oberbefehlshaber in Schottland ernannt. Nach mehreren Niederlagen war die Moral von Hawley auf dem Tiefpunkt. In einem Brief bat er Cumberland, das Kommando wieder zu übernehmen, was dieser bei seiner Ankunft in Edinburgh am 30. Januar auch tat.

## Die Schlacht
Trotz kleinerer jakobitischer Siege im Februar und März begann Cumberland, Charles in die Enge zu treiben. Als bekannt wurde, dass Cumberland mit seiner Armee auf Inverness marschierte, postierte Charles seine Armee auf dem nahe gelegenen Culloden Moor. Sie zählte noch etwa 5.000 Mann und war durch Krankheiten, Hunger und schlechte Bewaffnung geschwächt und demoralisiert. Angesichts der ungünstigen Bedingungen schlug Murray für die Nacht auf den 16. April einen nächtlichen Überraschungsangriff vor. Da es sehr lange dauerte, bis die auf der Suche nach Nahrung zerstreute Armee versammelt war, wurde das Lager der Feinde nicht rechtzeitig gefunden und in den frühen Morgenstunden brach man das Vorhaben ab. Murray und einige andere Offiziere forderten angesichts ihrer übermüdeten Soldaten einen Rückzug in weniger zugängliches Gelände, wurden aber überstimmt. Charles beschloss, Cumberland auf der flachen Ebene des Culloden Muir zu erwarten. Die Frontlinie bestand aus zwei Treffen. Vier Kanonen wurden an jedem Ende der Front aufgestellt und ebenso viele in der Mitte. Murray befehligte den rechten Flügel, Drummond den linken, Charles selbst stand mit einer kleinen Gruppe von Wachen auf einer leichten Anhöhe im Hintergrund. Cumberlands etwa 10.000 Mann starke Armee war in drei Treffen aufgestellt. Die beiden ersten bestanden aus je sechs Bataillonen Infanterie und zwei Regimentern Dragoner. In den Lücken der Regimenter befand sich die Artillerie. Das dritte Treffen wurde von den Schotten gebildet, die sich ihm angeschlossen hatten, wobei sie an ihren Seiten von der Kavallerie begleitet wurden.

Kurz vor 13:00 Uhr rückte Cumberlands Armee in einer Linie über das Moor bis in Schussweite der Artillerie vor. Kurz darauf eröffneten die Schotten das Feuer. Die Engländer erwiderten den Beschuss mit Kartätschenfeuer. Die englische Armee rückte unaufhaltsam weiter vor und als Cumberland feststellte, dass ein Morast, der seine rechte Seite geschützt hatte, plötzlich zu Ende war, zog er Colonel Pulteneys Regiment von der zweiten auf die rechte Seite der ersten Linie vor, beorderte das leichte Kavallerieregiment unter dem Duke of Kingston aus der Reserve sowie ein Geschwader Dragoner herbei. Als die Engländer sich immer weiter näherten, gab Charles um 13:15 Uhr den Befehl zum Vormarsch, woraufhin die Clansleute ihre Gewehre wegwarfen und mit ihren Korbschwertern vorstürmten. Trotz schwerer Verluste durch das Artilleriefeuer und die Musketensalven der Regierungstruppen konnten die Highlander die erste Linie bei zwei Regimentern durchbrechen. Die darauf folgende Verwirrung war nur von kurzer Dauer. Die zweite Linie hielt jedoch und angesichts der zahlenmäßigen Überlegenheit und des Artilleriefeuers mussten die Jakobiten schließlich unter schweren Verlusten den Rückzug antreten.

Auf der linken Seite war der Angriff weit weniger energisch gewesen. Die Macdonalds, die unter der vermeintlichen Demütigung litten, auf der linken Seite platziert zu sein, hielten sich zurück und agierten mit weniger als ihrer üblichen Unerschrockenheit. Der Angriff erschöpfte sich schnell unter den Musketen und Bajonetten der Engländer. Die Zurückweisung des Angriffs und das daraus resultierende Scheitern der Offensive ließen Charles ohne weitere Mittel zurück. Einem Teil der englischen Kavallerie gelang es, den rechten Flügel der Jakobiten zu umgehen. Dank der regulären Soldaten der Irischen Brigade und der Royal-Ecossais, die die Engländer lange genug aufhielten, konnte sich ein erheblicher Teil der geschlagenen Armee zurückziehen.

Schlachtordnung

## Folgen

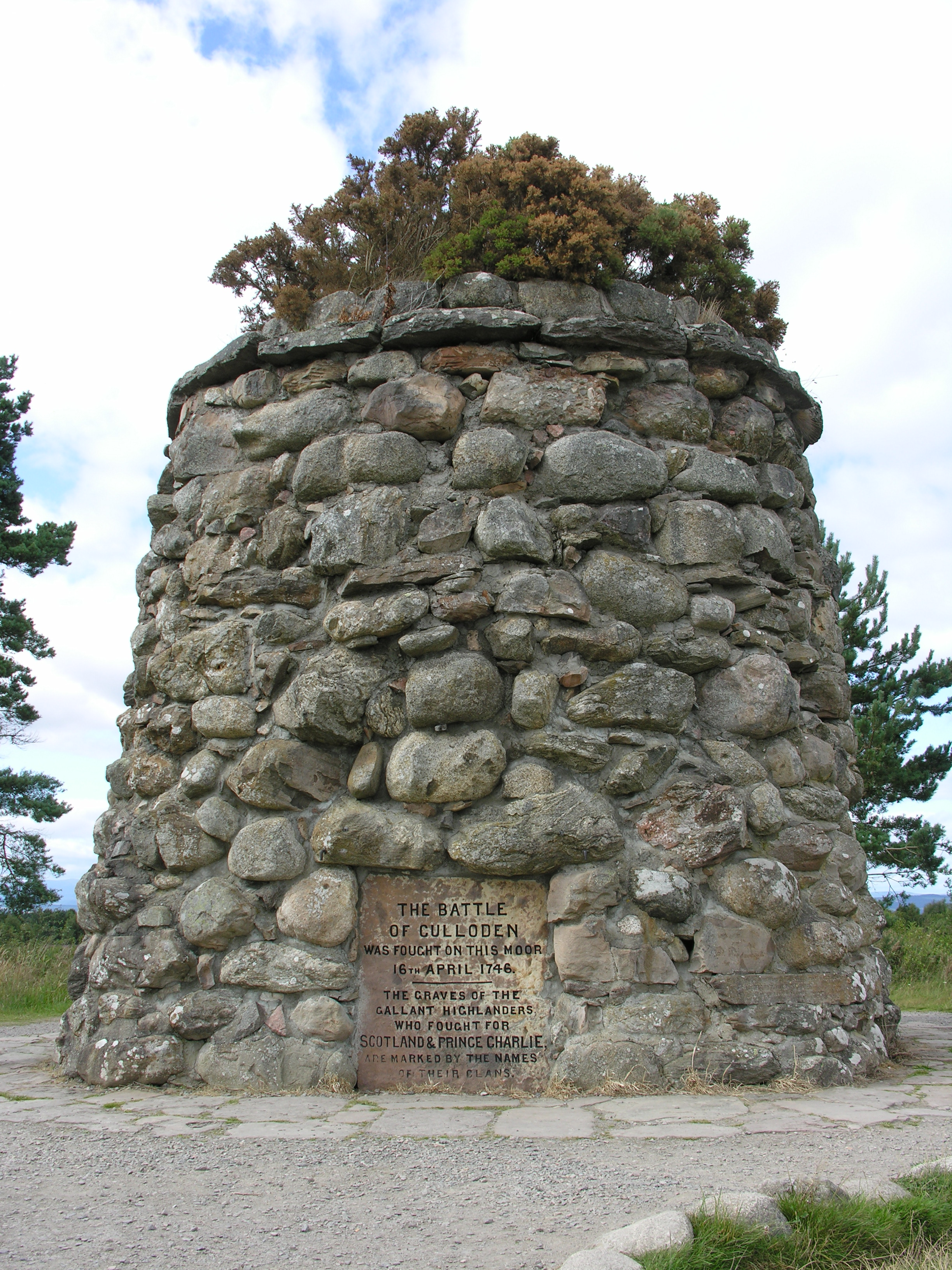
Über 10 m hohes Denkmal auf dem Schlachtfeld von Culloden

Nach der Schlacht befahl Cumberland, alle verwundeten und gefangenen Jakobiten zu exekutieren. Lediglich die Soldaten der Irischen Brigade und der Royals Ecossais wurden ausgenommen und als Kriegsgefangene behandelt. Seine Soldaten töteten etwa 450 verwundete Jakobiten, weitere sollen in eine Scheune gebracht und in ihr bei lebendigem Leib verbrannt worden sein. Einige höherrangige Gefangene wurden zunächst verschont, um in Inverness vor Gericht gestellt und später gehängt zu werden. Dieses auch für damalige Verhältnisse barbarische Vorgehen versuchte Cumberland damit zu rechtfertigen, dass es sich bei den Jakobiten um Hochverräter handele, denen gegenüber die üblichen Kriegsregeln nicht galten.
Am folgenden Tag schickte Cumberland Patrouillen auf das Schlachtfeld, um etwaige weitere Überlebende aufzugreifen und zu töten. Hierbei starben zeitgenössischen Quellen zufolge noch einmal etwa 70 Jakobiten. Weitere Gefangene brachte man zunächst ins englische Carlisle Castle und stellte sie dort wegen Hochverrats vor Gericht. Auch sie wurden bis 1754 größtenteils hingerichtet. Die erbeuteten Fahnen der Jakobiten wurden öffentlich verbrannt. Nur eine Fahne, auf der noch die Blutspuren des Bannerträgers zu sehen sind, überdauerte in einem Versteck und wird heute auf Edinburgh Castle ausgestellt.
Murray unternahm noch einen Versuch, die geschlagene Armee in Ruthven neu zu formieren, aber das Fehlen von Lebensmitteln und Nachschub verhinderte eine Fortführung des Kampfs. Die Reste der jakobitischen Armee lösten sich auf. Die Teilnehmer des Aufstands versteckten sich oder versuchten, ins Ausland zu flüchten. Prinz Charles entkam seinen englischen Verfolgern aufgrund der vielfältigen Unterstützung durch die Bevölkerung auf einer fünfmonatigen, abenteuerlichen Flucht durch Schottland nach Frankreich. Besonders bemerkenswert ist, dass die verarmten Schotten den besiegten „Bonnie Prince Charlie“ schützten und versteckten, obwohl England ein enormes Kopfgeld von 30.000 Pfund auf seine Ergreifung ausgesetzt hatte.
Regierungstreue schottische Beamte und Adelige versuchten, Cumberland zu einer milderen Vorgehensweise zu bewegen, da hauptsächlich Unschuldige getroffen würden. Duncan Forbes of Culloden, einer der treuesten Anhänger des Hauses Hannover in Schottland, wurde bei einem solchen Versuch von Cumberland verhöhnt.

„that old woman who talked to me about humanity“

„das alte Weib, das mir etwas von Humanität erzählen wollte“

Alle Appelle blieben wirkungslos, Cumberland befahl den englischen Truppen, weiterhin marodierend durch die Highlands zu ziehen. Seine Erbarmungslosigkeit, seine menschenverachtende Brutalität und sein Zynismus brachten Cumberland den dauerhaften Hass der Schotten und den ihm bis heute anhaftenden Beinamen the Butcher („der Schlächter“) ein.
Die Schlacht bei Culloden war die letzte Schlacht auf dem Boden der britischen Inseln. Sie wird in Schottland bis heute vielfach als nationale Katastrophe wahrgenommen, wobei die Grausamkeiten Cumberlands und die folgende Zerstörung der alten Gesellschaftsordnung der Highlander gleichermaßen eine Rolle spielen. Als nationales Trauma ist sie natürlich auch in die Literatur und die Dichtung eingegangen, z. B. in Robert Burns’ Gedicht The lovely lass of Inverness oder das heute vielfach vertonte Loch Lomond von Andrew Lang.
Im Nachhinein betrachtet ist die Schlacht von Culloden ein Wendepunkt in der Geschichte Schottlands. Sie beendete nicht nur den letzten Versuch der Stuarts, ihren Anspruch auf den Thron durchzusetzen, sondern leitete zugleich den Untergang der traditionellen schottischen Kultur und der machtvollen Sonderposition der Clanchefs ein. Und sie besiegelte die Eingliederung des vordem selbstständigen Landes in ein englisch dominiertes Großbritannien. Wilhelm August, Herzog von Cumberland, wurde trotz der begangenen Gräueltaten als britischer Nationalheld gefeiert. Anlässlich der Siegesfeier erhielt Georg Friedrich Händel den Auftrag zur Komposition des Oratoriums Judas Maccabaeus.

### Verluste
Von den etwa 5.000 schottischen Soldaten, die auf Seiten der Jakobiten kämpften, wurden 1.000 getötet und weitere 800 wurden gefangen genommen. Von den Franzosen und Iren gerieten 222 in Gefangenschaft. Auf englischer Seite gab es 200 Verwundete und 50 Tote.

## Besucherzentrum
2007 eröffnete der National Trust for Scotland ein Besucherzentrum, in dem man ein 360°-Panorama der Schlacht erleben und zeitgenössische Funde besichtigen kann. 2024 betrug die Besucherzahl etwa 374.000 Personen.